# Dromas (Ringgraveur)
Dromas (griechisch Δρομάς) war ein antiker griechischer Ringgraveur, der Ende des 2./Anfang des 1. Jahrhunderts v. Chr. tätig war.
Dromas ist einzig von der Signatur auf einem Goldring mit eingesetzter Silberplakette unbekannter Herkunft bekannt. Aufgrund stilistischer Vergleiche kann man ihn in das Ende des 2./Anfang des 1. Jahrhunderts v. Chr. datieren. Die Plakette zeigt das qualitativ hochwertige Porträt eines bärtigen Mannes in Himation. Unter dem Halsabschnitt ist die Signatur griechisch ΔΡΟΜΑΣ ΕΠΟΙΕΙ, Dromas hat es gemacht, eingraviert. Dromas ist damit einer von sehr wenigen namentlich bekannten Ringgraveuren des Hellenismus,
ein weiterer ist Philon.